# Maura O'Connell
Maura O'Connell (Ennis, 16 september 1958) is een Iers zangeres en actrice. Zij staat bekend om haar moderne interpretatie van Ierse folk-liederen, daarbij sterk beïnvloed door Amerikaanse country music. Sinds 1986 woont zij in de Verenigde Staten.

## Achtergrond
O'Connell werd geboren in Ennis, de belangrijkste stad in County Clare, in het westen van Ierland. Zij groeide op in een muzikaal gezin, als derde van vier dochters. De familie van haar moeder was eigenaar van "Costello's fish shop", waar O'Connell werkte tot muziek haar fulltime bestaan werd.
In haar jeugd luisterde zij naar de langspeelplaten van haar moeder met lichte opera, opera en salonmuziek. Haar vaders muzikale voorkeur was meer Ierse rebel-muziek. Ondanks de ruime aanwezigheid van klassieke muziek raakte O'Connell betrokken bij de lokale folkscene en zij vormde een country-duo genaamd 'Tumbleweed' met de latere Stockton's Wing-voorman Mike Hanrahan.
O'Connell bezocht St Joseph's Secondary School, als kostschoolleerling, in de periode 1971-1974. Zij nam daar onder meer deel aan het schoolkoor. Ook nam zij deel aan het koor "Cúl Aodha Choir", geleid door Peadar Ó Riada, dat zong tijdens de uitvaartmis voor Willie Clancy in 1973.

## Muzikale carrière
O'Connell begon haar professionele muzikale carrière met een zesweekse tour door de Verenigde Staten in 1980, als zangeres van de op Ierse folk-gebaseerde "Keltische" band De Dannan. Het jaar erop werkte zij mee aan het album The Star Spangled Molly dat een nationaal fenomeen werd in Ierland.
In 1983 nam ze haar eerste solo-album Maura O'Connell op dat echter weinig succes kende. Later kreeg zij echter een Grammy-nominatie voor haar in 1989 uitgebrachte album Helpless Heart (oorspronkelijk uitgebracht in 1987 als Western Highway). Real Life Story (1990) en Blue is the Colour of Hope (1992) tonen een verschuiving naar een meer pop-gebaseerde stijl. Na verschillende albums uitgebracht te hebben met een duidelijke "moderne-Bluegrass" invloed, keerde zij met haar album in 1997 uitgebrachte album Wandering Home weer terug naar haar Ierse wortels.
O'Connell bracht in 2009 het a capella album Naked With Friends uit waarvoor zij samenwerkte met onder meer Paul Brady, Alison Krauss, Mairéad Ní Mhaonaigh, Kate Rusby en Darrell Scott. Voor dit album kreeg zij een Grammy Award-nominatie.

### Ander werk
Naast haar solocarrière heeft O'Connell samengewerkt met vele Keltische, pop, folk en country artiesten, onder meer Van Morrison, Moya Brennan, Mary Black, Dolly Parton, Bela Fleck en John Prine. Ook heeft zij als achtergrondzangeres meegewerkt aan albums van The Chieftains en Stockton's Wing.

## Acteercarrière
O'Connell werd door Martin Scorsese gevraagd voor een rol in Gangs of New York. In deze film, uitgebracht in 2002, speelde zij een Ierse immigrant werkend als straatzangeres.

## Discografie
Soloalbums
- 1983 Maura O'Connell
- 1987 Western Highway (heruitgegeven in 1989 als Helpless Heart)
- 1988 Just in Time
- 1989 Always
- 1990 A Real Life Story
- 1992 Blue is the Colour of Hope
- 1995 Stories
- 1997 Wandering Home
- 2001 Walls & Windows
- 2004 Don't I Know
- 2006 The View From Here: The Very Best Of
- 2009 Naked With Friends

Met De Dannan
- 1981 The Star Spangled Molly
- 1983 Song for Ireland
- 1985 Anthem